# Iguana marina
La iguana marina (Amblyrhynchus cristatus) és una espècie de sauròpsid (rèptil) escatós de la família dels iguànids amb la capacitat, única entre els llangardaixos moderns, de viure i cercar aliment dins del mar. Només es troba a les illes Galápagos (n'és espècie endèmica), a totes les illes de l'arxipèlag, on acostuma a viure a les ribes rocalloses, tot i que també es pot trobar a les platges i als manglars.
Té unes urpes molt esmolades que li serveixen per subjectar-se a les roques, a més de servir-los per a caminar a terra. Tot i la seva capacitat de submergir-se i nedar sota l'aigua, no deixen de ser rèptils, per la qual cosa necessiten, cada cert temps, exposar el seu cos al sol, per augmentar d'aquesta manera la seva temperatura, que al mar baixa amb una gran rapidesa. Disposen d'una pell impermeable i molt gruixuda, que els ajuda, en certa manera, a mantenir la temperatura.

## Galeria, Santa Cruz (Galápagos)

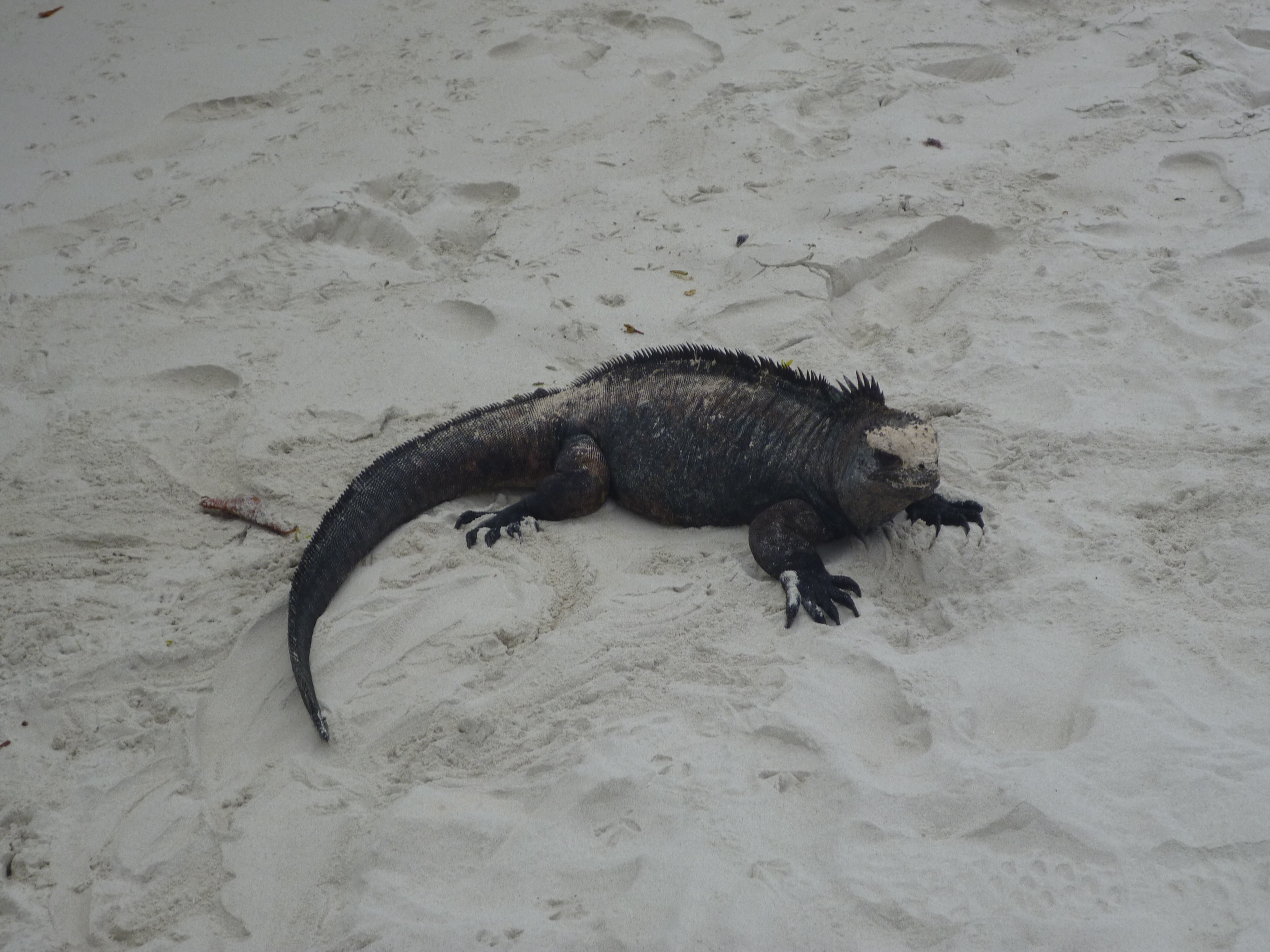
Iguana, Amblyrhynchus cristatus a Badia Tortuga, Santa Cruz (Galápagos)
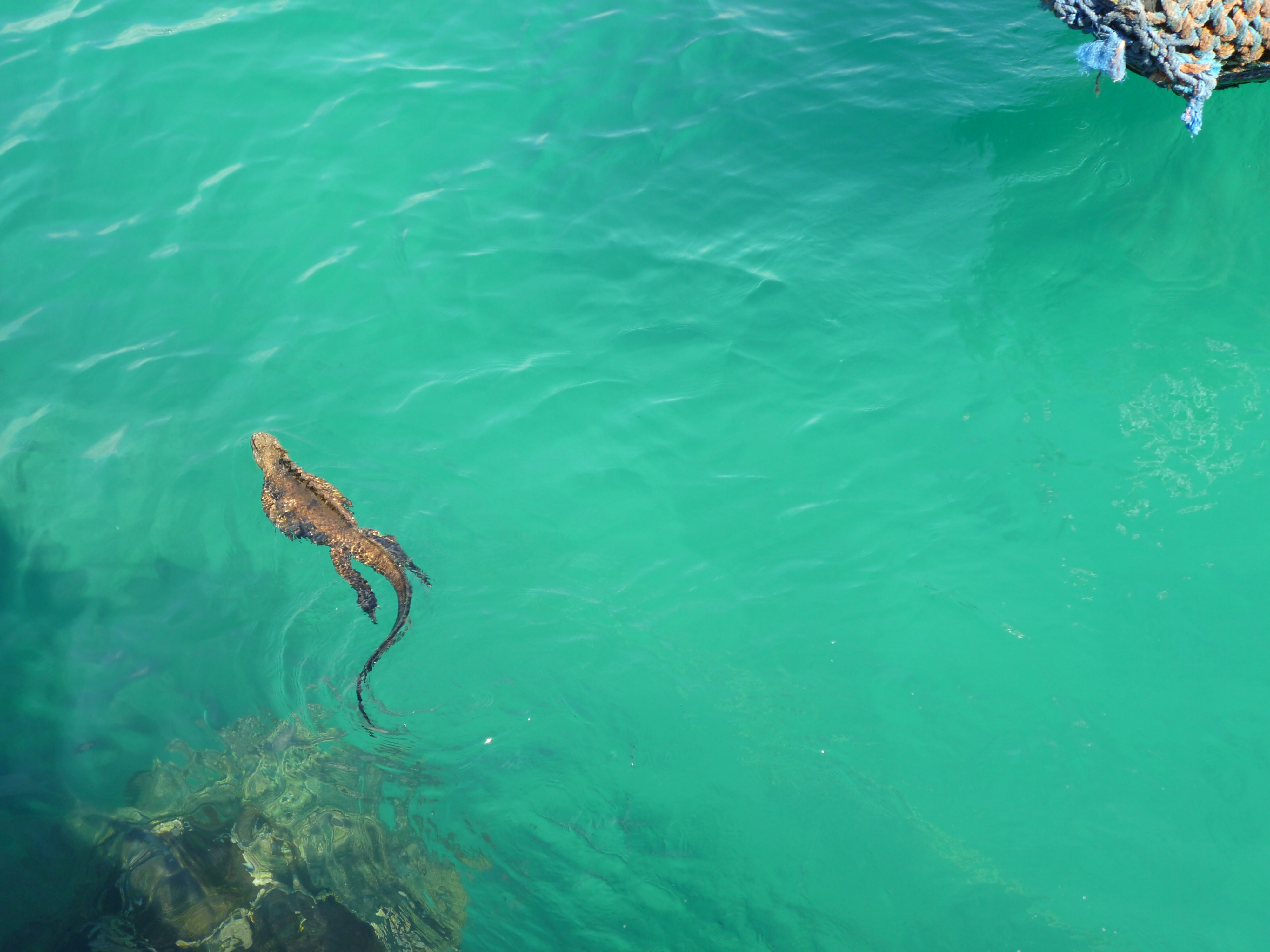
(Amblyrhynchus cristatus) a Puerto Ayora, Santa Cruz (Galápagos)